# Pseudothalestris imbricata
Pseudothalestris imbricata är en kräftdjursart som beskrevs av Brady 1883. Pseudothalestris imbricata ingår i släktet Pseudothalestris och familjen Thalestridae. Inga underarter finns listade i Catalogue of Life.